# Леон Джонсон
Леон Дін Джонсон (англ. Leon Dean Johnson; нар. 10 травня 1981, Шоредич, Лондон, Англія) — гренадський та англійський футболіст, захисник.

## Клубна кар'єра
Пройшов усі щаблі юнацьких та молодіжних команд свого першого професіонального клубу — «Саутенд Юнайтед». У професіональному футболці дебютував у 1999 році, вийшовши в стартовому складі домашнього поєдинку за Трофей Футбольної ліги проти «Челтнем Таун». «Саутенд» поступився з рахунком 0:1 та вилетів з турніру, а Леон більше не зіграв жодного поєдинку в сезоні 1999/00 років. Наприкінці вересня, у сезоні 2000/01 років, вийшов на заміну в переможному (1:0) поєдинку проти «Рочдейла». Наприкінці січня зарекомендував себе як добротний захисник, того сезону зіграв 26 матчів та відзначився 1 голом, в нічийному (1:1) поєдинку проти «Честерфілда» на «Рекреейшн Граунд».
У сезоні 2001/02 років Джонсон зіграв 34 поєдинки за «Саутенд» у всіх турнірах. Тим не менше його команда фінішувала на 12-у місці в Першій футбольній лізі, клуб вирішив зменшити витрати, складовою цього зниження було надання Леону статусу вільного агента. Під час літнього міжсезоння 2003 року відправився на перегляд до сусіднього «Джиллінгему». Там у товариських матчах Джонсон справив непогане враження, тому «Джиллінгем» запропонував йому контракт.
На початку своїх виступів у «Джиллс» не був гравцем основного складу. Вперше у футболці нової команди вийшов на поле в середині вересня, замінивши наприкінці матчу Девіда Перпетвіні. Незважаючи на 20 зіграних матчів (18 з яких у чемпіонаті) «Джиллінгем» фінішував у лізі на 11-у місці. Тим не менше Леону не вдавалося стати основним гравцем, наступного сезону за свій клуб відіграв 21 матч, а в сезоні 2003/04 років провів усього 8 поєдинків.
Однак у сезоні 2005/06 років Джонсон став виходити на поле частіше, претендуючи на місце основного гравця команди. Леон загалом зіграв 30 матчів у всіх турнірах, вочевидь у нього була можливість зіграти й більше, але цьому завадили три дискваліфікації (дві з яких внаслідок прямих червоних карток, а також одна через отримання 5-ї жовтої картки). Дебютним голом за «Джиллс» відзначився 31 грудня 2005 року в переможному (3:0) поєдинку проти «Мілтон-Кінз Донз» на «Прістфілді», коли він замкнув передачу Ендрю Крофтса після довгої подачі Майкла Флінна.

### «Вікем Вондерерз»
У травні 2007 року отримав від «Джиллінгема» статус вільного агента, а наступного місяця підписав контракт з «Вікем Вондерерз». Протягом сезону був гравцем основного складу, а по його завершенні уболівальники клубу визнали Леона Найкращим футболістом року в команді. Після цього продовжив угоду з клубу терміном на 1 рік, вона повинна була діяти до літа 2010 року. По її завершенні продовжив договір з командою ще на два роки. Протягом своїх виступів у команду двічі допомагав команді підвищитися в класі, за цей час виступав під керівництвом трьох різних тренерів. У травні 2014 року, по завершенні чемпіонату, через цілу низку травм Леона керівництво клубу вирішило відмовитися від його послуг. На момент відходу з команди він мав другий результат у клубі за кількістю зіграних матчів у найвищих футбольних дивізіонах та 4-й серед усіх гравців клубу результат за цим показником.

## Кар'єра в збірній
Незважаючи на те що Леон народився в Англії, отримав право виступати за Гренаду завдяки походженню свого батька. 20 травня 2011 року був включений до списку гравців збірної Гренади для участі в Золотому кубку КОНКАКАФ 2011. Джонсон зіграв у всіх трьох матчах Гренади на груповому етапі, проте збірна вилетіла з турніру після трьох розгромних поразок.